# Kamal (nome arabo)
Kamal (in alfabeto arabo: كمال) è un nome proprio di persona arabo maschile.

## Varianti in altre lingue
- Albanese: Qemal[1]
- Azero: Kəmal[1]
  - Femminili: Kəmalə[4]
- Turco: Kemal[1]

## Origine e diffusione
Riprende l'omonimo vocabolo arabo che vuol dire "perfezione", "completezza", "integrità"; coincide con Kamal, un nome indiano di origine differente.

## Persone

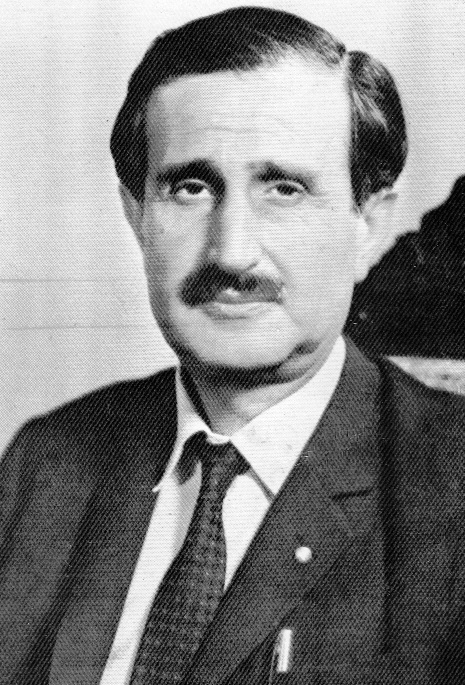
Kamal Jumblatt

Mustafa Kemal Atatürk

- Kamal Abu Eita, sindacalista e politico egiziano
- Kamal Adwan, politico palestinese
- Kamal al-Din ibn al-Adim, storico siriano
- Kamal al-Ganzuri, politico egiziano
- Kamal Bahamdan, cavaliere saudita
- Kamal Issah, calciatore ghanese
- Kamal Jumblatt, politico libanese
- Kamal Martin, giocatore di football americano statunitense
- Kamal Nasser, rivoluzionario palestinese

### Variante Kemal
- Kemal Alomerović, calciatore macedone
- Mustafa Kemal Atatürk, generale e politico turco
- Kemal Ishmael, giocatore di football americano statunitense
- Kemal Kurspahić, giornalista bosniaco
- Kemal Kılıçdaroğlu, politico turco
- Kemal Malovčić, cantante bosniaco
- Kemal Monteno, cantautore e paroliere bosniaco

### Variante Qemal
- Qemal Butka, architetto e politico albanese
- Qemal Stafa, politico albanese
- Qemal Vogli, calciatore albanese